# Érinthetetlen számok
A számelmélet területén érinthetetlen szám (untouchable number, nonaliquot number) olyan pozitív egész szám, ami nem fejezhető ki egyetlen pozitív egész szám valódi osztóinak összegeként sem (beleértve az érinthetetlen számot magát is).
A 4 például nem érinthetetlen, mivel előáll a 9 valódi osztóinak összegeként: 1 + 3 = 4. Az 5 érinthetetlen, mivel egyetlen szám valódiosztó-összegeként sem szerepel: 5 = 1 + 4 az egyetlen mód, ahogy az 5-öt fel lehet írni különböző, de az 1-et is tartalmazó pozitív számok összegeként, de ha a 4 osztója egy számnak, akkor a 2 is, tehát 1 + 4 nem lehet az összege egyetlen szám valódi osztóinak sem.
Az első néhány érinthetetlen szám (500-ig):
2, 5, 52, 88, 96, 120, 124, 146, 162, 188, 206, 210, 216, 238, 246, 248, 262, 268, 276, 288, 290, 292, 304, 306, 322, 324, 326, 336, 342, 372, 406, 408, 426, 430, 448, 472, 474, 498, ... (A005114 sorozat az OEIS-ben)
Vélhetőleg az 5 az egyetlen páratlan érinthetetlen szám, de ez nem bizonyított: a Goldbach-sejtés egy kissé megerősített változatából következne, hiszen pq valódi osztóinak összege (ahol p és q különböző prímszámok) éppen 1+p+q. Tehát, ha egy n szám felírható két különböző prímszám összegeként, akkor n+1 nem lehet érinthetetlen szám. Valószínűnek tartjuk, hogy minden 6-nál nagyobb páros szám felírható két különböző prímszám összegeként, tehát valószínűnek tartjuk azt is, hogy egyetlen 7-nél nagyobb páratlan szám sem érinthetetlen, továbbá {\displaystyle 1=s(2)}, {\displaystyle 3=s(4)}, {\displaystyle 7=s(8)}, tehát 5 lehet az egyetlen érinthetetlen szám. A fentiekből következően úgy tűnik, hogy a 2 és 5 számokon kívül az összes érinthetetlen szám összetett. Egyetlen tökéletes szám sem lehet érinthetetlen, hiszen legalábbis a saját valódi osztóinak összegeként kifejezhető. Hasonlóan, egyetlen barátságos szám és társas szám sem érinthetetlen.
Erdős Pál igazolta, hogy végtelen sok érinthetetlen szám létezik. Yong-gao Chen & Qing-Qing Zhao továbbá igazolta, hogy az érinthetetlen számok pozitív aszimptotikus sűrűséggel rendelkeznek, ami legalább d>0,06.
Egyetlen érinthetetlen szám sem lehet eggyel nagyobb egy prímszámnál, mivel ha p prím, akkor p2 valódi osztóinak összege éppen p + 1. Hasonló módon belátható, hogy az 5 kivételével egyetlen érinthetetlen szám sem lehet 3-mal nagyobb egy prímszámnál, mert ha p páratlan prímszám, akkor 2p valódi osztóinak összege éppen p + 3.

## Fordítás
- Ez a szócikk részben vagy egészben az Untouchable number című angol Wikipédia-szócikk ezen változatának fordításán alapul.  Az eredeti cikk szerkesztőit annak laptörténete sorolja fel. Ez a jelzés csupán a megfogalmazás eredetét és a szerzői jogokat jelzi, nem szolgál a cikkben szereplő információk forrásmegjelöléseként.